# Vielschreiber
Vielschreiber oder Polyscribent ist eine Bezeichnung für Akademiker und Schriftsteller, die in großem Umfang publizieren. Der Begriff ist in der Regel abwertend gemeint, weil unterstellt wird, dass bei einer schnellen und produktiven Arbeitsweise zwingend die Qualität der Ergebnisse leiden muss. Wissenschaftlichen Publikationen wird daher die Relevanz abgesprochen, während in der Literatur von trivialen, schematisch aufgebauten Werken ausgegangen wird, die der einfachen Unterhaltung dienen.

## Geschichte
Ihren Locus classicus hat die Kritik der Vielschreiberei in Senecas Briefen an Lucilius gefunden: „Viertausend Bücher hat der Wissenschaftler Didymos geschrieben; ich wäre unglücklich, wenn er soviel Überflüssiges gelesen hätte.“

## Wissenschaft
Wer Privatdozent oder Professor werden möchte, muss auf wissenschaftlichen Kongressen vortragen und in Fachzeitschriften publizieren. Das kann junge wie etablierte Akademiker dazu verführen, mehr zu schreiben als sie eigentlich zu sagen haben. Im englischen Sprachraum wird die Problematik mit dem Schlagwort Publish or perish umschrieben (deutsch „veröffentliche oder gehe unter“). Im Zusammenhang mit Publikationen mit geringem Informationsgehalt ist auch von der Least Publishable Unit die Rede (deutsch „Kleinste veröffentlichbare Einheit“ – im Sinne von minimalem Informationsgehalt).

## Behördensprache
Behörden verstehen unter dem Begriff "Vielschreiber" Personen, die eine ungewöhnlich hohe Anzahl an Briefen oder anderen Formen der Behördenkommunikation verfassen. Oft sind diese Schreiben hochkomplex oder wirr.
In Hessen wurde die Task-Force PAVG (Psychisch Auffällige/Vielschreiber/Gewalttäter) gegründet, die diesen Begriff verwendet.